# Romersk riddarsporre
Romersk riddarsporre (Consolida ajacis) är en ranunkelväxtart som först beskrevs av Carl von Linné, och fick sitt nu gällande namn av Philipp Johann Ferdinand Schur. Romersk riddarsporre ingår i släktet åkerriddarsporrar, och familjen ranunkelväxter. Inga underarter finns listade i Catalogue of Life.
Blomman är djupblå.

## Bildgalleri

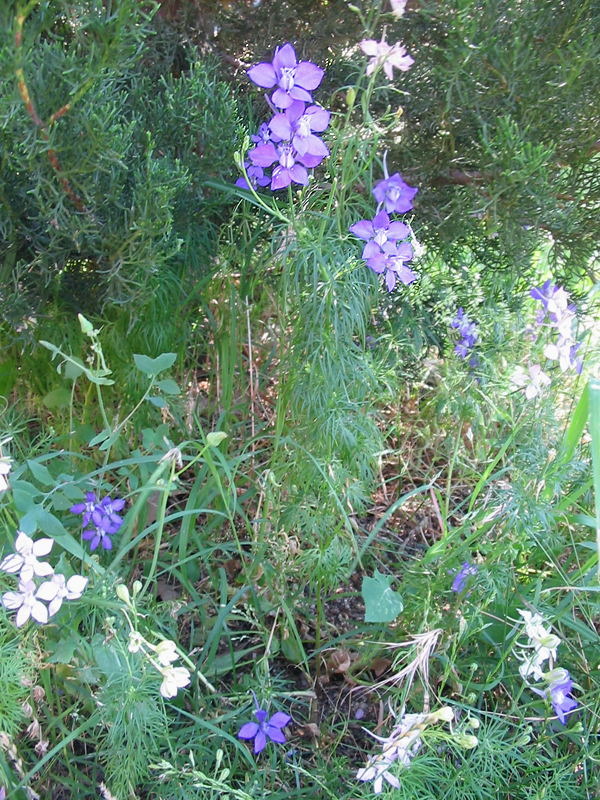
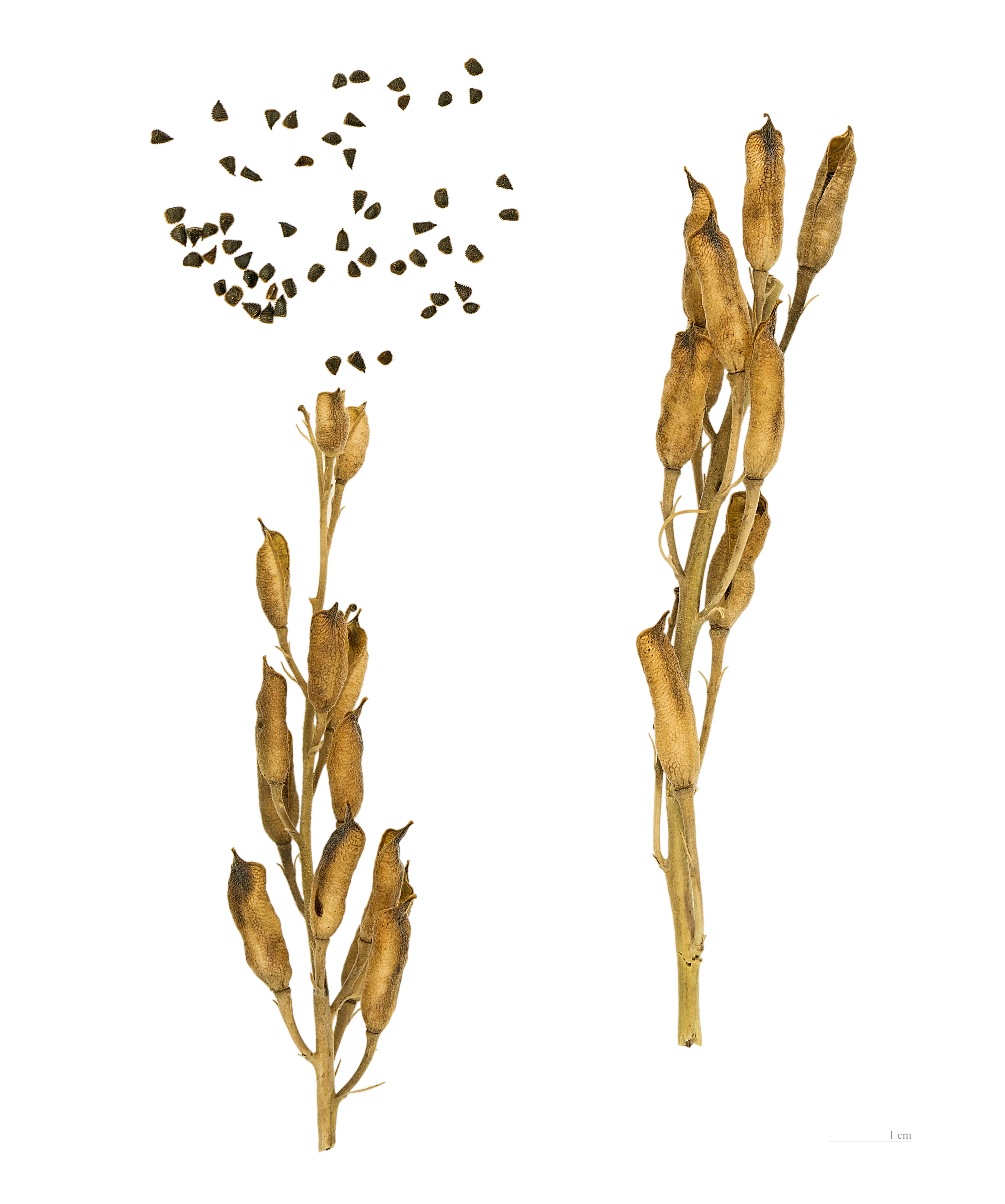
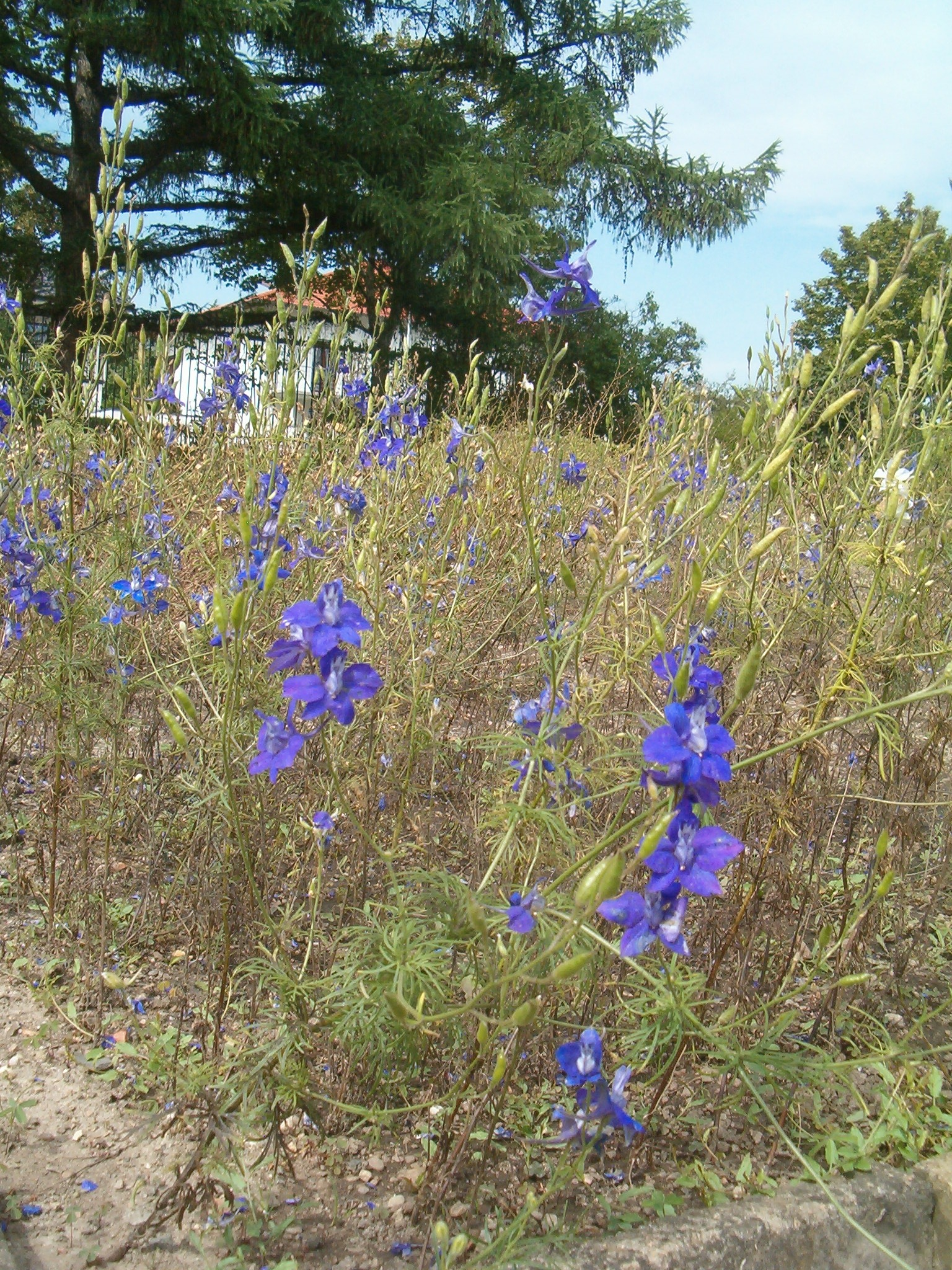
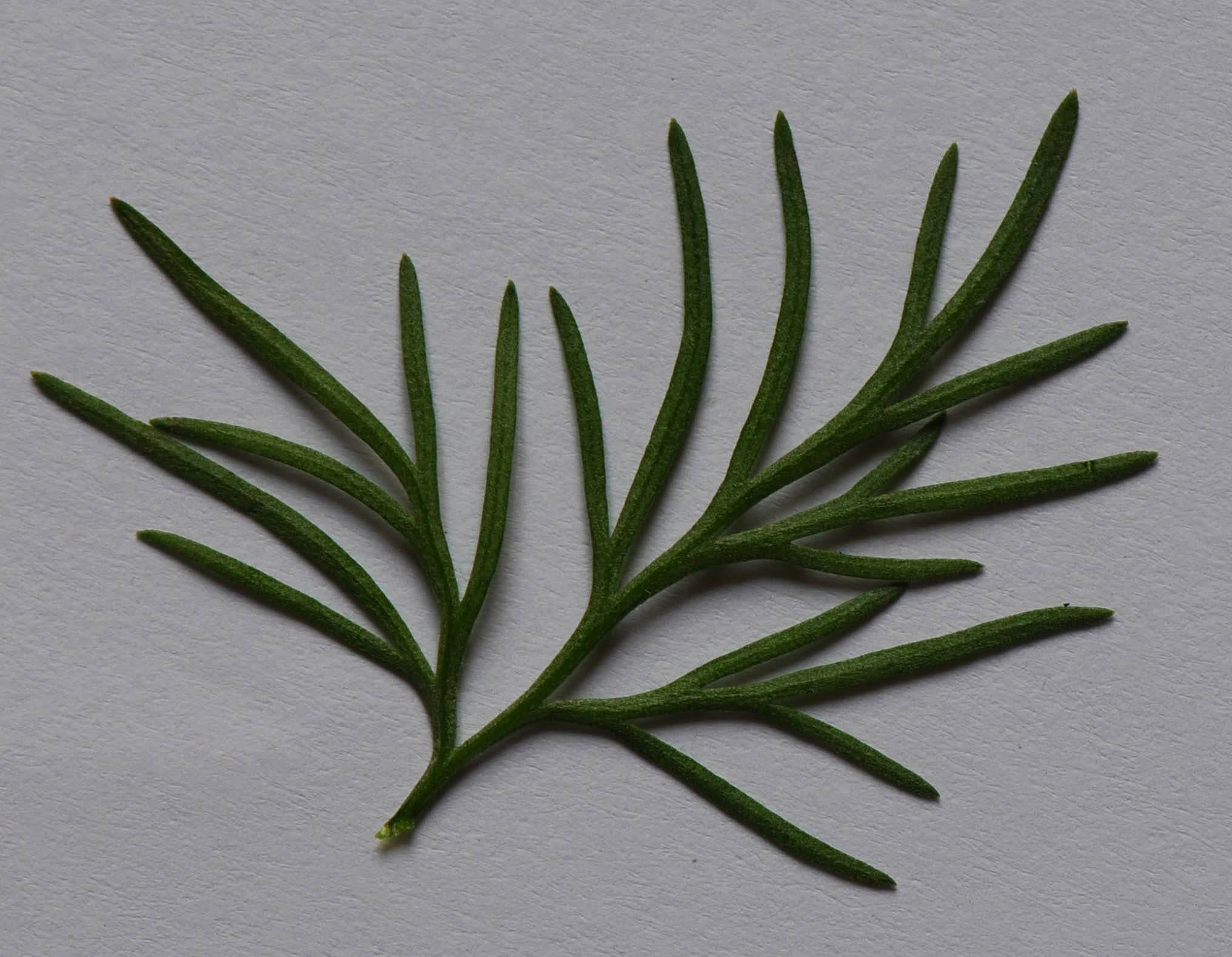
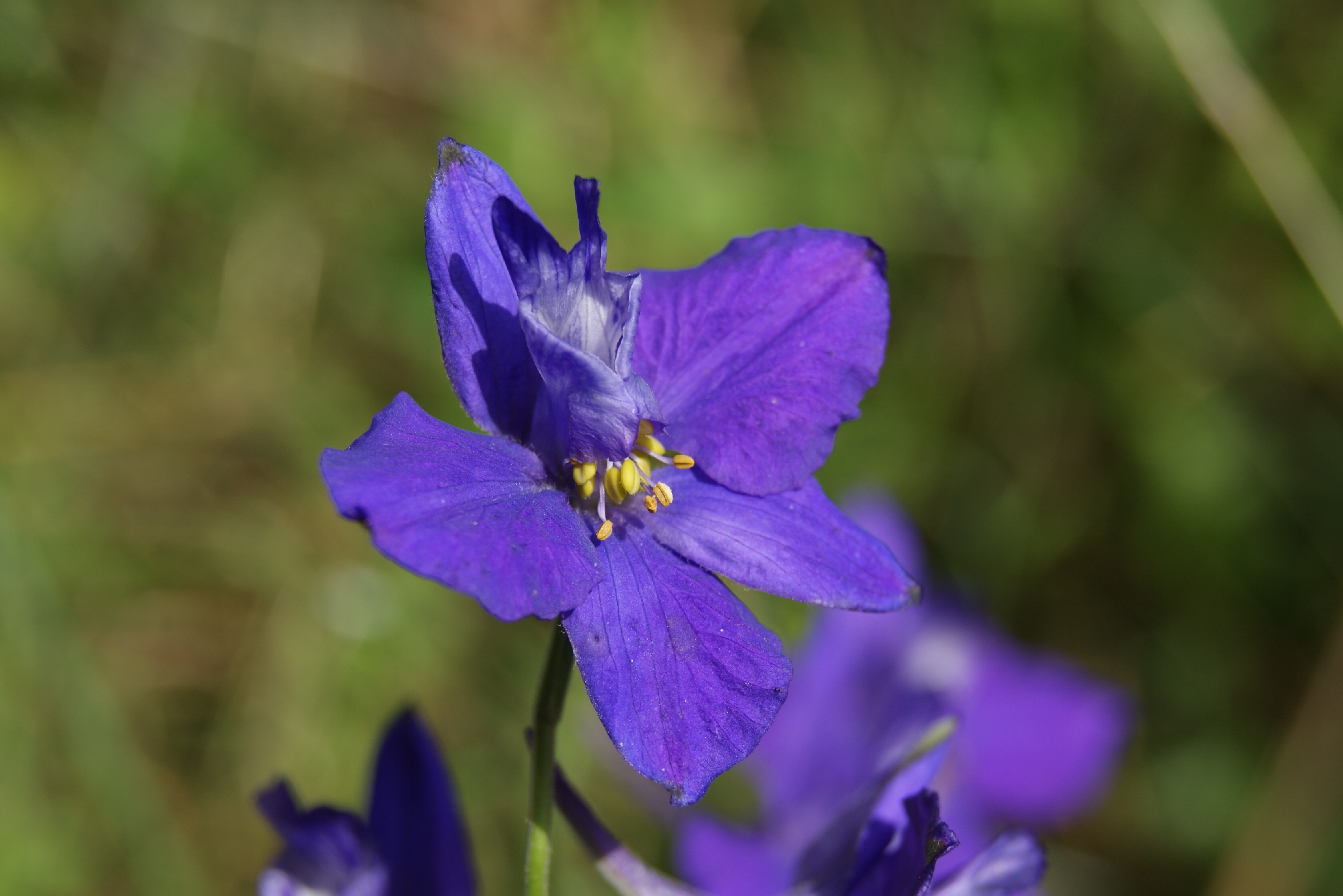